# Tal der Kleinen Gusen
Tal der Kleinen Gusen este o arie protejată (arie specială de conservare — SAC, sit de importanță comunitară — SCI) din Austria întinsă pe o suprafață de 346 ha, integral pe uscat.

## Localizare
Centrul sitului Tal der Kleinen Gusen este situat la coordonatele 48°23′50″N 14°28′30″E / 48.3972°N 14.475°E.

## Înființare
Situl Tal der Kleinen Gusen a fost declarat sit de importanță comunitară în februarie 1995 pentru a proteja 9 specii de animale. Situl a fost protejat și ca arie specială de conservare în ianuarie 2013.

## Biodiversitate
Situată în ecoregiunea continentală, aria protejată conține 6 habitate naturale: Liziere de ierburi înalte hidrofile de câmpie și de nivel montan până la alpin, Fânețe de joasă altitudine (Alopecurus pratensis, Sanguisorba officinalis), Fânețe montane, Păduri de fag Luzulo-Fagetum, Păduri de stejar și carpen Galio-Carpinetum, Păduri aluvionare cu Alnus glutinosa și Fraxinus excelsior (Alno-Padion, Alnion incanae, Salicion albae).
La baza desemnării sitului se află mai multe specii protejate:
- amfibieni (1): izvoraș-cu-burta-galbenă (Bombina variegata)
- mamifere (2): liliac cârn (Barbastella barbastellus), vidră de râu (Lutra lutra)
- nevertebrate (5): Euplagia quadripunctaria, rădașcă (Lucanus cervus), phengaris nausithous (Maculinea nausithous), Ophiogomphus cecilia, Phengaris teleius
- pești (1): cicar (Lampetra planeri)